# خواکین کوسیو
خواکین کوسیو (اسپانیایی: Joaquín Cosío‎؛ زادهٔ ۱۹۶۲) یک هنرپیشه اهل مکزیک است. وی از سال ۲۰۰۲ میلادی تاکنون مشغول فعالیت بوده‌است.
از فیلم‌ها یا برنامه‌های تلویزیونی که وی در آن نقش داشته است می‌توان به ذره‌ای آرامش، دوزخ، یک شب در مکزیک قدیمی و تعقیب آتشین اشاره کرد.